# Quinto Popédio Silão
Quinto Popédio Silão (em latim: Quintus Poppaedius Silo; m. 88 a.C.), conhecido também como Pompédio (em latim: Pompaedius), foi o líder da tribo italiana dos mársios e um dos dois cônsules escolhidos pelos italianos durante a Guerra Social contra a República Romana. Era amigo do tribuno da plebe Marco Lívio Druso, defensor dos direitos dos italianos e cujo assassinato foi o estopim da guerra.

## História
Segundo Plutarco, Silão teria visitado Marco Lívio Druso e lá encontrou os filhos de sua irmã, Lívia Drusa. De brincadeira, ele perguntou se os pequenos apoiavam sua causa e todas concordaram, exceto Catão, o Jovem, que o encarou desconfiado. Silão exigiu uma resposta e, ao perceber que não teria uma, ele o segurou pelos pés fora da janela. Nem assim Catão lhe respondeu
.
Depois do assassinato de Druso, irrompeu a Guerra Social e Silão se tornou o principal general dos mársios. No começo da guerra, doze tribos formaram uma confederação chamada Italia e Silão foi eleito um de seus dois cônsules, responsável pelo exército do chamado "grupo mársico" (mársios, pelignos, vestinos, marrucinos, picenos e frentanos), que lutou no norte da Itália. Seu colega, Caio Pápio Mutilo recebeu o comando do "grupo samnita", ativo no sul da península. No início da guerra, Silão conseguiu importantes vitórias, incluindo sobre Quinto Servílio Cepião, o Jovem, ex-cunhado de Druso, mas acabou morto em combate em 88 a.C. pelo irmão de Druso, Mamerco Emílio Lépido Liviano.